# Пахтаабад (Сырдарьинская область)
Пахтаабад (узб. Paxtaobod / Пахтаобод) — посёлок городского типа в Сырдарьинской области Узбекистана, центр Сардобинского района. Посёлок расположен в 25 км от железнодорожной станции Пахтакор (на линии Сырдарьинская — Джизак).
Статус посёлка городского типа с 1984 года.

## Население
| 1989   |
| ------ |
| 10 196 |